# Setkání u studny
Setkání u studny je socha od Bedřicha Stefana umístěná v Praze 6 – Dejvicích v parku mezi ulicemi Evropská a Velvarská.

## Historie
Socha od sochaře Bedřicha Stefana vznikla roku 1932. Na současné místo v parku u Evropské třídy byla osazena roku 1972 jako součást výtvarného řešení rekonstrukce této ulice v letech 1964–1972. Původní návrh sousoší byl určen pro kašnu před Salmovským palácem na Hradčanském náměstí pod názvem „Setkání u pramene“ (1966–1972), což se nerealizovalo.
Výtvarné řešení úseku Kladenská–Velvarská
Při rekonstrukci vzniklo několik dalších uměleckých děl, například „Dutá torza“ od Aleše Grima, „Adam a Eva“ od Zdeňka Šimka, „Dvojice“ od Zdeňka Palcra, „Tři postavy“ od Miloslava Chlupáče, „Kamenný květ“ od Zdeny Fibichové, vjezdová brána Vokovického hřbitova od Josefa Symona umístěná v kubizujícím oplocení z pohledového betonu od architekta Stanislava Hubičky nebo „Vzlet“ autorů Valeriána Karouška a Jiřího Nováka.

## Popis
Socha je v Galerii hlavního města Prahy vedena pod inventárním číslem VP-140. Vznikla z pískovce technikou sekáním. Umístěna je v k. ú. Dejvice na pozemku parc. č. 730.